# Joanne Goode
Joanne Gwendoline Wright coniugata Goode (Harlow, 17 novembre 1972) è un'ex giocatrice di badminton britannica.

## Palmarès
- Bronzo olimpico: 1
Sydney 2000 (doppio misto)
- Europei
Glasgow 2000 (doppio)